# Патриархи чань
Патриархи чань (патриархи буддизма) — линия преемственности учеников от Будды Шакьямуни до Бодхидхармы в Индии и от Бодхидхармы до Хуэйнэна в Китае. Существуют различные варианты линии преемственности, общепринятым в дзэн является список из 28 патриархов буддизма в Индии и 6 патриархов чань в Китае.

## Патриархи буддизма
Д. Т. Судзуки приводит список из 28 патриархов и указывает, что он является в дзэн общепринятым:
| 1. Шакьямуни 2. Махакашьяпа 3. Ананда 4. Шанаваса 5. Упагупта 6. Дхритика 7. Миччака 8. Буддхананда 9. Буддхамитра 10. Бхикшу Паршва | 11. Пуньяяшас 12. Ашвагхоша 13. Бхикшу Капимала 14. Нагарджуна 15. Канадэва 16. Арья Рахула 17. Самгхананди 18. Самгхаяшас 19. Кумаралата | 20. Джаята 21. Васубандху 22. Манура 23. Хамлекаяшас 24. Бхикшу Шимха 25. Башасита 26. Пунямитра 27. Праджнятара 28. Бодхидхарма |

Согласно профессору Кайтэну Нукарии, документу школы Сото XIV века, учителям Кэнко Цудзи, Сандо Кайсену и официальному сайту школы Кван Ум, существует другой список 28 патриархов:
| 1. Махакашьяпа 2. Ананда 3. Шанаваса 4. Упагупта 5. Дхритика 6. Миччака 7. Васумитра 8. Буддхананда 9. Буддхамитра 10. Бхикшу Паршва | 11. Пуньяяшас 12. Ашвагхоша (Анабодхи) 13. Бхикшу Капимала 14. Нагарджуна 15. Канадэва 16. Арья Рахула 17. Самгхананди 18. Самгхаяшас 19. Кумаралата | 20. Джаята 21. Васубандху 22. Манура 23. Хамлекаяшас 24. Бхикшу Шимха 25. Башасита 26. Пунямитра 27. Праджнятара 28. Бодхидхарма |

### Патриархи чань
Бодхидхарма является двадцать восьмым индийским патриархом и первым патриархом чань. Всего в Китае было шесть общих патриархов чань, после чего чань разделился на северную и южную школы:
1. Бодхидхарма
2. Хуэйкэ (яп, Эка)
3. Сэнцань (яп, Сосан)
4. Даосинь (яп, Досин)
5. Хунчжэнь (яп, Гунин)
6. Хуэйнэн (яп, Эно)

## История
Китайские буддийские писания называли Бодхидхарму или «28-м патриархом буддизма», или «патриархом» без уточнения. Таким образом писания указывали на то, что школа чань берёт свои истоки от «доподлинно истинного буддизма», в отличие от всех прочих школ, являвшихся или «боковыми ветвями истинной традиции», или «искажениями». Тем самым также подчёркивалось то, что Бодхидхарма был на тот момент «лидером всей буддийской сангхи», а не просто «случайным буддистом».
Список из 28 патриархов «единой линии Чань» формировался несколько веков. Процесс формирования завершился в тексте «Записи о передаче светильника, составленные в годы правления под девизом Цзиньдэ», который был написан в 1004 году. Профессор А. А. Маслов указывает на две причины формирования единой линии. Согласно первой причине, чаньские школы в VII—VIII веках конкурировали между собой, пытаясь укрепиться в столице Китая. Согласно второй причине, прочие школы буддизма приписывали учителям чань «еретизм» (се) и «ложный путь» (вай дао). Поэтому последователи чань пытались связать чаньских учителей с Буддой и патриархами в Индии. А. А. Маслов считает, что с помощью редактирования источников и удаления из них некоторой информации, не согласующейся с линией преемственности, «возраст» чань был увеличен с реальных VI—VII веков до времени жизни Будды.
Согласно данным А. А. Маслова, первым источником, в котором появляется полный список из 28 патриархов, является текст «Баолинь чуань» («Передача драгоценного леса»), написанный в 801 году. Последние четыре патриарха списка выглядят следующим образом:

25. Басиасита

26. Пуньямитра

27. Праджнатара

28. Бодхидхарма
В тексте «Записи к шастрам „Нирвана-сутры“» известного чаньского учителя Цзунми (780—841) последние пять патриархов выглядят следующим образом:

24. Санаваса

25. Упагупта

26. Васумитра

27. Сангхаракса

28. Дхарматрата (Бодхидхарма)
По версии Шэньхуэя, являвшегося учеником Хуэйнэна, список индийских патриархов выглядит следующим образом:

1. Кашьяпа

2. Ананда

3. Мадхьянтика

4. Санаваса

5. Упагупта

6. Субхамитра

7. Сангхаракса

8. Бодхидхарма
По версии монаха Дуфэя, изложенной в «Записях о передаче драгоценности Дхармы» (720 г.), линия преемственности выглядела следующим образом:

1. Махакашьяпа

2. Ананда

3. Мадхьянтика

4. Санаваса

5. Бодхидхарма
Второй основной список 28 патриархов буддизма был указан в одном из свитков «Сисё» или «Грамоте о преемстве». Предполагается, что данный свиток из храма Эйхэйдзи является копией того документа, который Догэн получил от своего китайского учителя Тянь-тун Жу-цзина (1163—1228). Копия, вероятно, была создана в XIV веке. Оценки специалистов подлинности данной копии разнятся. Часть экспертов считает, что копия была создана с настоящего китайского свитка 1227 года, другая часть, что этот документ был написан с нуля позднее с учётом мнения Догэна о подобных документах.

### Линия передачи по Хуэйнэну
Согласно Сутре помоста шестого патриарха, переведённой Н. В. Абаевым по наиболее раннему списку Дуньхуан, Будда Гаутама являлся седьмым буддой, которому было передано «внезапное учение». В дальнейшем линия передачи выглядела следующим образом:
| 8. Махакашьяпа 9. Ананда 10. Мадхьянтика 11. Шанаваса 12. Упагупта 13. Дхритака 14. Буддхананди 15. Буддхамитра 16. Паршва 17. Пуньяшас 18. Ашвагхоша | 19. Капила 20. Нагарджуна 21. Канадева 22. Рахулата 23. Сангхананди 24. Гаяшата 25. Кумарата 26. Джаята 27. Васубаyдху 28. Манорхита 29. Хакленаяшас | 30. Симха-бхикшу 31. Шанаваса 32. Упагупта 33. Сангхаракша 34. Шубхамитра 35. Бодхидхарма 36. Хуэйкэ 37. Сэнцань 38. Даосинь 39. Хунжэнь 40. Хуэйнэн |

В других списках сутры линия передачи претерпела изменения. Например, в варианте Сутры помоста шестого патриарха из монастыря Косёдзи часть линии передачи следующая:

31. Басиасита

32. Упагупта

33. Васумитра

34. Сангхаракша

35. Бодхидхарма
В варианте Сутры помоста шестого патриарха из монастыря Дайдзёдзи часть списка до Бодхидхармы выглядит следующим образом:

32. Басиасита

33. Пуньямитра

34. Праджнятара

35. Бодхидхарма

### Сутра об учительской передаче Дхарма-питаки
Первые двадцать три патриарха, начиная от Махакашьяпы и заканчивая Хакленаяшасом, упоминаются в Сутре об учительской передаче Дхарма-питаки, которая была переведена в 472 году. В сутре указан следующий вариант списка:
| 1. Махакашьяпа 2. Ананда 3. Шанаваса 4. Упагупта 5. Дхритака 6. Миччхака 7. Васумитра 8. Буддханандин | 9. Буддхамитра 10. Паршва 11. Пуньяяшас 12. Ашвагхоша 13. Капимала 14. Нагарджуна 15. Канадева 16. Рахулата | 17. Сангханандин 18. Сангхаяшас 19. Кумарата 20. Джаята 21. Васубандху 22. Манура 23. Хакленаяшас |

## Гатхи патриархов
В дзэнских писаниях существуют гатхи о «передаче Дхармы», приписываемые как 28 патриархам, так и семи буддам прошлого. Д. Т. Судзуки отмечал: «Нет сомнения, что все это — плод вымысла, исторического воображения, в котором любили упражняться ранние составители истории дзэн». В то же время по поводу гатхи Бодхидхармы ученикам Судзуки отмечал, что не существует способа определить, принадлежала ли она Бодхидхарме или была составлена позднее.
Наиболее ранним сохранившимся трактатом, содержащим гатхи, является трактат «Записи о передаче Светильника», более ранние трактаты были утрачены, в том числе по причине гонений на буддизм. Согласно дзэнской традиции, гатха первого Будды Випашьина второму Будде Шикхину была следующей:

Это тело рождено из глубин Бесформенного,
Словно формы и образы, возникшие магическим путём;
Призрачные существа с психикой и сознанием с самого начала нереальны;
И счастье, и несчастье пусты, они не имеют обители.
Гатха Будды Шакьямуни Махакашьяпе была, согласно традиции, следующей:

Высшая Дхарма — это дхарма, которая не есть дхарма;
Дхарма, которая не есть дхарма, также есть дхарма;
Если я сейчас передаю тебе эту не-дхарму,
Тогда что можно назвать Дхармой, — где же в конце концов Дхарма?